# Maude Nugent
Maude Nugent (12 de gener de 1873 - 3 de juny de 1958) va ser una cantant i compositora americana.

## Biografia
Nugent va néixer a Brooklyn, Nova York. Es va consolidar dins del circuit d'actrius i cantants de vodevil de l'època: arribà a cantar en llocs com The Abbey o formant part de produccions de Tony Pastor, reconegut com el pare del vodevil americà.
Nugent salta a la fama el 1896, quan amb 23 anys compon el tema Sweet Rosie O'Grady. Inicialment la cançó va ser refusada per un dels editors de l'anomenat Tin Pan Alley, Joseph W. Stern.
El seu soci, Edward Marks, però, el va fer canviar d'opinió en veure que en sortir de l'oficina la comercialitzaria per algun altre editor. Marks la va perseguir pel carrer per fer-li una oferta.
En poc de temps, la partitura de Sweet Rosie O'Grady es va convertir en un dels valsos més populars de l'època. Va vendre més d'un milió de còpies; fou enregistrada l'any 1899 per la cantant Lil Hawthorne pel Berliner Gramophone, primer segell discogràfic.
Nugent va continuar component cançons que no van proliferar en nous èxits per la seva carrera.
Ocasionalment col·laborava amb el seu marit, el també compositor William Jerome.
Als 28 anys, Nugent es retira dels escenaris per formar una família i cuidar la seva filla Florence, nascuda el 1896.
Als anys 40, amb el pas dels xous a la televisió, Nugent va tornar a reaparèixer, sense massa repercussió, als platons de televisió.
Va morir el 3 de juny de 1958, a l'edat de 85 anys, a Nova York.

## Controvèrsia
Sovint s'ha posat en dubte l'autoria del seu gran èxit. Alguns crítics en consideren el seu marit, William Jerome, com l'autèntic autor, ja que en ser preguntat respecte a la involucració que havia tingut en la composició del tema, Jerome va admetre haver-hi fet algunes revisions.